# ديوان سقط الزند
سقط الزند ديوان شعري نظمه أبو العلاء المَعَرِّيّ 449هـ = 1057 م، وكان شعراً لذلك يعتبر النقاد أول ديوان شعري للمعري نظمه في صباه وكان فيه مقلداً للشعراء الذين سبقوه خاصة المتنبي . يحتوي الكتاب على ما يقارب 3 آلاف بيت شعر نظمها المعري في مواضيع الشعر المختلفة. حاول المعري أن يقدم شعرا فيه إصلاح ونقد واعتماد على العقل ودعوة إلى العلم.

## التاريخ
سقط الزند هو الديوان الشعري الذي أبدعه المعري في مطلع حياته قبل رحيله إلى بغداد ، و ( سقط ) مثلثة السين هي ما سقط من النار عند القدح ، و( الزند ) بفتح الزاي وسكون النون هو العود الذي يقدح به النار ، أي : المتطاير منه ، والكلام على التشبيه أي : قصائده كالشرر المتطاير.
وقد قيل في التعليل لهذه التسمية : إنه شبه شعره بالنار ، وطبعه بالزند الذي يقدح به النار ، وجعله سقطا لأنه أول ما يخرج من الزند ، وهذا الشعر هو أول ما سمح به طبعه ، وهو في ريعان شبابه .

## فلسفة المعري وأسلوبه في هذا الديوان
أبدع المعري ديوانه هذا وهو ما يزال في شرخ الشباب ، إبان كان في حيرة من أمره ، شاكا في سلوكه ، وعقيدته ؛ وبسبب كثير من أشعار هذا الديوان اختلف الناس حول عقيدته ، وانقسموا فريقين ، وأخذ كل فريق سلاحه من الديوان يهاجم به ، أو به يدافع .
ولا شك أن القارئ لهذا الديوان يدور في حلقة مفرغة حول عقيدته ، ليس إلى رأي ثابت فيها من سبيل . ويظهر لقارئ ديوان سقط الزند غرام أبي العلاء بالغريب ، والشاذ من التراكيب ، والتصنع لألفاظ الثقافات المختلفة ، والتغني بالفيافي والقفار ، والحكم والأمثال ، والفخر بنفسه ، واعتداده بذاته ، وذم الدهر ، والشكوى من الزمان ، والعناية الفائقة بالمحسنات البديعية ولاسيما الجناس ، كما تبدو ـ أيضا ـ براعة أبي العلاء في وصف الماديات ، وتجسيد المعنويات بصور كلية وجزئية بارعة ، فقد وصف الليل والسرى ، والنجوم والكواكب والأفلاك والأبراج وسواها بأوصاف تنم عن ثقافة واسعة ، وقدرة كبيرة على صوغ أدق المعاني في صور بيانية وبديعية تستحق التأني وإمعان النظر.

## أمثلة ومختارات من الديوان
ومن الأمثلة على ذلك قصيدته :
ثم يقول:
هذه الأبيات نموذج وأسلوب واضح على قصائد هذا الديوان وأسلوب المعري فيه : فهذه القصيدة التي بدأها بشكوى الزمان ، والترحم على ماض جميل ، مليء بالأنس ، مفعم بأسباب النعيم والمتعة ، وقد هم بمدح هذا الزمان ، ولكن حال بينه وبين ذلك ما يقاسيه من متاعب وهموم في عصره ، الذي يعيشه ، وقد شبه الليالي وما فيها من نجوم وظلام بعروس زنجية ، ازدانت بعقود الجمان المرصعة ، ويستثمر ذكره الليل ليظهر براعته الفائقة في فن الوصف واستثمار ما لديه من محصول لغوي واسع ، وثقافة فلكية كبيرة ، فيذكر النجوم وأسماءها وصفاتها وأوقات طلوعها ، وساعات أفولها ، والأفلاك التي تدور فيها ، وعلاقة بعضها ببعض ، فيبين أن الهلال ( المذكر ) يتقابل مع الثريا ( المؤنثة ) مرة واحدة كل عام ، لذلك يجعل لقاءهما عناقا بين عاشقة حسناء ومحب ولهان .
ثم يصف النجوم ، وما تدور فيه من أفلاك ، ويفرد نجما بذاته من بينها وهو ( سهيل ) الذي يميل لونه إلى الإحمرار ، ويبدو دائم الاهتزاز فيشبهه في حمرة لونه بوجه الحبيب ، ويشبه ارتعاشه بخفقان قلب المحب ، ووقوفه وحيدا في موقعه بالفارس المستعد لمجابهة الأعداء ، ويجعله موغر الصدر ، مغتاظا ، حتى بدا ذلك من حمرة عينيه وسرعة نظراته ، ويظهر مدرجا بالدماء من سيوف الأعداء حتى بكت لذاك (الشعريان ) ، ثم يضيف أبو العلاء إلى سهيل وصفا آخر ، إذ يصفه بالعجز عن الحركة مع وجود قدمين له ، وهما نجمان يظهران تحته كأنهما قدمان له . ويعد هذا وصفا دقيقا للنجوم قلما نجده في ديوان غير هذا الديوان .

## الطبعات المختلفة للديوان وعدد أبياته وقصائده
وقد طبع هذا الديوان عدة طبعات منها :
طبعة مطبعة ( هندية ) سنة 1391هـ ـــ 1901م . وقد حملت هذه الطبعة عنوان سقط الزند وهي عبارة عن كتاب واحد ضم أربعة وثلاثمائة وثلاثة آلاف بيتا من الشعر دون شرح أو ترتيب زمني أو ترتيب للقوافي أو بيان للأغراض .
طبعة المطبعة التجارية الكبرى سنة 1358هـ وقد حملت عنوانا هو شرح التنوير على سقط الزند وجاءت في مجلد واحد من جزأين مشروحة بيتا بيتا .
طبعة أخرى بالعنوان السابق ولكنها في جزأين منفصلين للمؤلف نفسه والمطبعة نفسها .
وقد جاء سقط الزند في طبعته الأولى في قصائد ومقطوعات ، أما القصائد فعددها 81 قصيدة تتفاوت طولا وقصرا وكان أكثر عدد الأبيات في قصيدة واحدة 81 بيتا وكان من نصيب أول قصائد الديوان ، ومطلعها :
وكان أقل عدد من الأبيات في قصيدة واحدة هو ثمانية أبيات وقد تكرر ذلك أربع مرات في الديوان . وأما المقطوعات فعددها 35 مقطوعة يتراوح عدد أبياته كل منها بين بيتين وستة أبيات .
وقد عني بالديوان بعض من جاء بعد ذلك سواء بالشرح أو التحقيق من ذلك تحقيق مصطفى السقا وآخرين للديوان وشرح ما غمض من مفرداته ، وسوى ذلك كثير ممن تناولوا شعر أبي العلاء وكتبه من أدباء أمثال د/ عائشة عبد الرحمن في كتبها عنه.